# John C. Bell

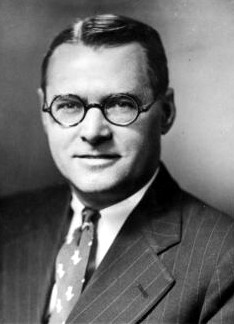
John C. Bell (1942)

John Cromwell Bell Jr. (* 25. Oktober 1892 in Philadelphia, Pennsylvania; † 18. März 1974 im Montgomery County, Pennsylvania) war ein US-amerikanischer Politiker (Republikanische Partei) und 1947 der 35. Gouverneur des Bundesstaates Pennsylvania.

## Leben
John Bell war der Sohn des Generalstaatsanwaltes von Pennsylvania, John C. Bell. Er absolvierte die University of Pennsylvania, wo er Jura studierte. Schon dort fiel seine sportliche Begabung auf. Er war ein guter Fußball- und Tennisspieler. Nach der Schule spielte er weiter Tennis. In den 1920er und 1930er Jahren war er unter den zehn besten Tennisspielern der USA.
Zwischen 1919 und 1922 war Bell stellvertretender Anwalt der Stadt Philadelphia und von 1922 bis 1925 war er stellvertretender Bezirksstaatsanwalt. Schließlich wurde er von 1938 bis 1943 Bankbeauftragter (State Secretary of Banking) der Regierung von Pennsylvania. 1942 wurde er als republikanischer Kandidat zum Vizegouverneur seines Staates gewählt. Dieses Amt übte er zwischen Januar 1943 und dem 2. Januar 1947 aus. An diesem Tag trat der amtierende Gouverneur Edward Martin zurück, um sein Mandat im US-Senat anzutreten. John Bell musste die verbleibenden drei Wochen von Martins Amtszeit bis zum 21. Januar 1947 beenden, ehe er das Amt an den bereits gewählten neuen Gouverneur James H. Duff übergab.
Drei Jahre später wurde Bell dann von Gouverneur Duff als Richter an den Obersten Gerichtshof des Landes berufen. Im Jahr 1961 wurde er Vorsitzender dieses Gerichts (Chief Justice). Dieses Amt übte er bis zu seinem Ruhestand im Jahr 1972 aus. Nach dem Ende seiner Richterzeit wurde er Sonderberater des Bezirksstaatsanwalts im Montgomery County. Diese Position behielt er bis zu seinem Tod im März 1974. 
John Bell war mit Sarah Andrews Baker verheiratet, mit der er fünf Kinder hatte. Sein Bruder Bert Bell war Eigentümer der American-Football-Teams Philadelphia Eagles und Pittsburgh Steelers und langjähriger Commissioner der National Football League.